# Franz von Kesselstatt

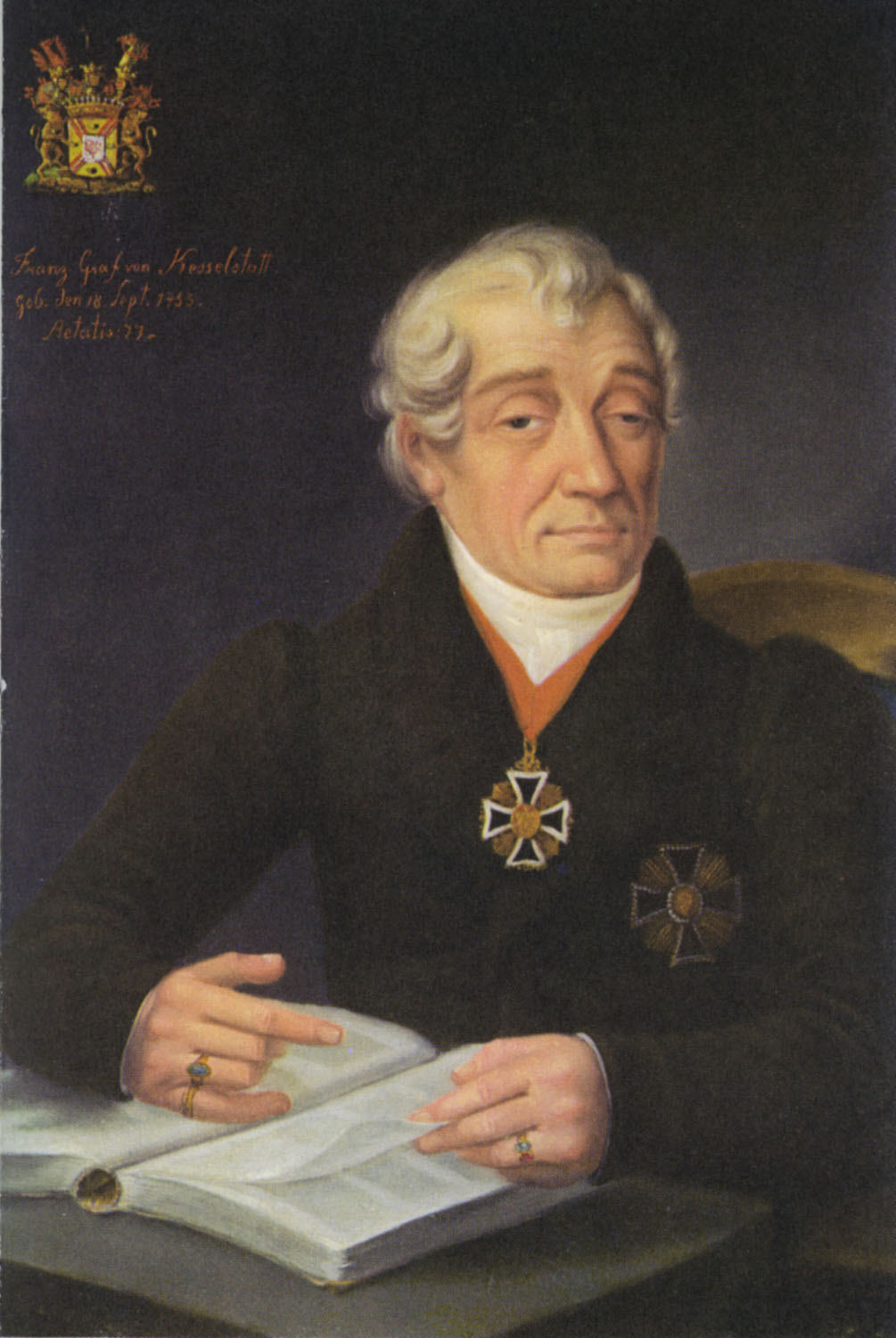
Franz von Kesselstatt, Porträt datiert erstes Drittel 19. Jahrhundert (Besitz des Landesmuseums Mainz)

Reichsgraf Franz Ludwig Hyazinth Xaver Willibald Maria von Kesselstatt (* 18. September 1753 in Trier; † 18. November 1841 in Mainz) war ein deutscher Maler von zeitgenössischen Mainzer Stadtansichten und Mainzer Domkapitular.

## Familie und Jugend
Franz Ludwig Reichsgraf von Kesselstatt (auch: Kesselstadt) war der Sohn der Eheleute Hugo Kasimir Eduard Reichsgraf von Kesselstatt und Katharina Elisabeth Knebel von Katzenelnbogen. Er hatte 12 Geschwister, darunter Edmund Jodoc Willibald (1765–1840, römisch-katholischer Geistlicher). Die Adelsfamilie von Kesselstatt stand seit Generationen in kurtrierischen Diensten, die Bekleidung entsprechender (oft zusätzlicher) Ämter in Kurmainz war allerdings auch nicht ungewöhnlich. So wurde auch Franz Ludwig von Kesselstatt am 20. September 1760 im Alter von sieben Jahren als Mainzer Domizellar aufgenommen. Er studierte später von 1770 bis 1774 Rechtsgeschichte und Finanzwissenschaften in Wien und anschließend in Straßburg und Nancy.

## Leben und Wirken in Mainz

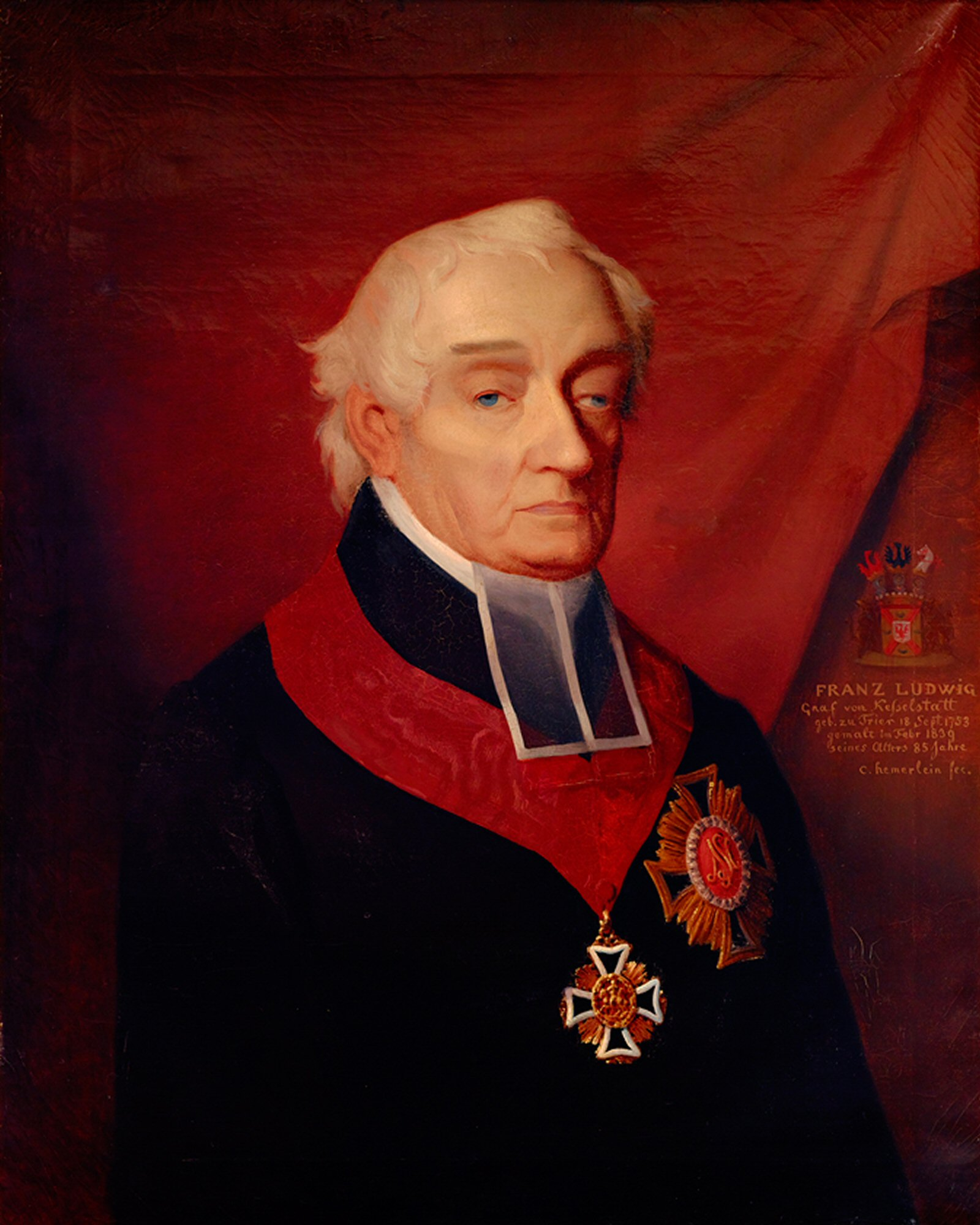
Porträt von Carl Johann Nepomuk Hemerlein

Franz Ludwig von Kesselstatt wurde 1778 Kapitular des Mainzer Erzstiftes. Über seine weitere Tätigkeit als Domkapitular in Mainz ist nichts bekannt. Mit der französischen Besetzung von Mainz 1792 jedoch spätestens mit dem Ende des Kurstaates 1797 war Kesselstatt ohne Aufgabe. Er wurde auf Lebenszeit mit einer freien Wohnung im Bischofshof am Höfchen versorgt. Fortan führte er ein Leben als Privatier.
Er genoss in der Mainzer Bevölkerung ein hohes Ansehen und war sehr beliebt. Dies führte dazu, dass man ihn in der Zeit der Zugehörigkeit von Mainz zu Frankreich (1792/93 und 1798 bis 1814) zum Stadtrat von Mainz wählen wollte. Kesselstatt, einer der wenigen verbliebenen Angehörigen des ehemaligen Mainzer Stiftsadels in der Stadt, lehnte dies aber ab. Zusammen mit Baron Heinrich von Mappes gehörte er 1814/1815 der Delegation an, die auf dem Wiener Kongress die Interessen der Stadt Mainz vertraten.
Franz Ludwig von Kesselstatt starb am 18. November 1841 als letzter Domkapitular des ehemaligen Erzstiftes Mainz. Er wurde auf dem Mainzer Hauptfriedhof begraben, wo sein Grabmal jedoch nicht erhalten geblieben ist.

## Tätigkeit als Kunstsammler und Maler in Mainz
Franz Ludwig von Kesselstatt war ein bekannter Kunstliebhaber und -sammler. Er besaß eine große Sammlung von Gemälden der niederländischen und deutschen Schule, Handzeichnungen, Kupferstiche und Plastiken sowie eine umfangreiche und wertvolle Bibliothek. Zudem war er Mitglied des Mainzer Kunstvereins und förderte Mainzer Künstler.
Eine natürliche Begabung und Interesse an der Malerei führte zu Malunterricht bei den bekannten Mainzer Malern Johann Kaspar Schneider und Johann Jakob Hoch, zu denen er ein freundschaftliches Verhältnis gehabt haben soll. Ende des 18. Jahrhunderts und zu Beginn des 19. Jahrhunderts fertigte Franz Ludwig von Kesselstatt Zeichnungen zahlreicher Mainzer Stadtansichten, einzelner Gebäude und Landschaften an. Diese wurden dann von anderen Malern in seinem Auftrag radiert oder in Kupfer oder Zink gestochen und anschließend koloriert. Hoch und Schneider, seine ehemaligen Lehrer, aquarellierten auch seine Mainzer Stadtansichten. Meist verteilte er danach seine Werke an Kunstfreunde, so dass sich heute viele seiner Werke verstreut in zahlreichen privaten und öffentlichen Sammlungen befinden. Intern zeigte er seine Werke nur Mitgliedern des Mainzer Kunstvereins. Allerdings waren seine Zeichnungen bei der Mainzer Bevölkerung trotzdem sehr populär, so dass man die schönsten Werke in einer Folge von Stichen vervielfältigen ließ.

## Bedeutung der Werke von Kesselstatt
Die malerischen Arbeiten von Franz Ludwig von Kesselstatt waren weniger von herausragender künstlerischer Qualität. Eine Bewertung seines Schaffens über die Jahrzehnte zeigt keine wesentliche künstlerische Weiterentwicklung. Die Bedeutung seiner Mainzer Werke sind eher von stadt- und kunsthistorischer Bedeutung, da sie Gebäude und Plätze zeigen, die oftmals bereits zur Mitte des 19. Jahrhunderts in dieser Form nicht mehr bestanden.

## Galerie von Werken Franz von Kesselstatt

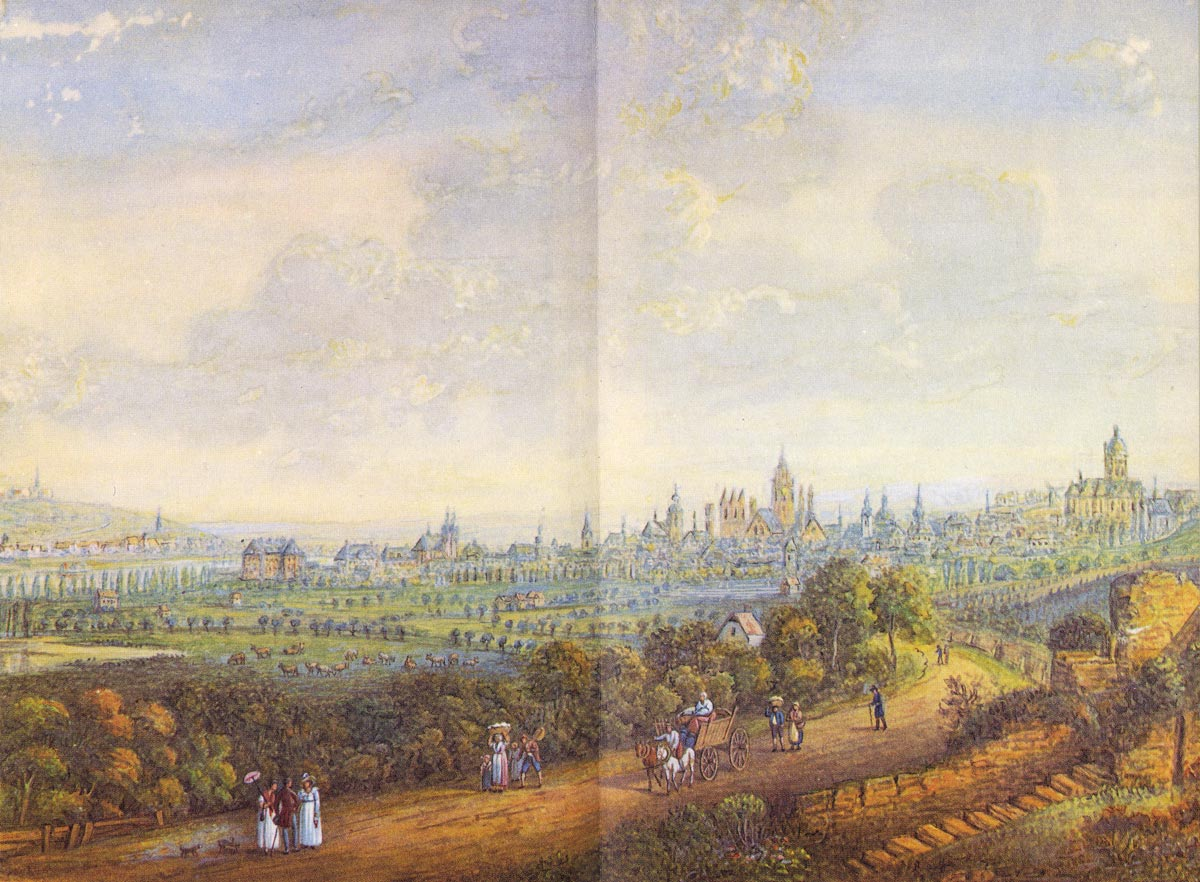
Stadtansicht Mainz von Norden
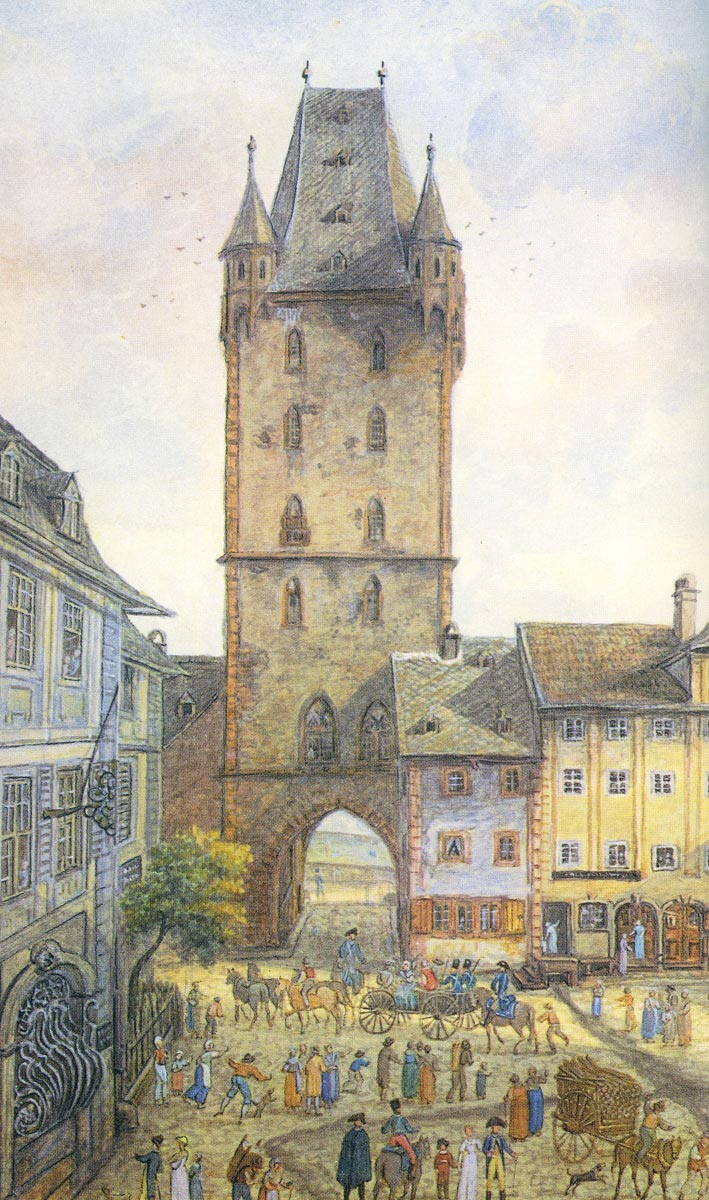
Holzturm in Mainz
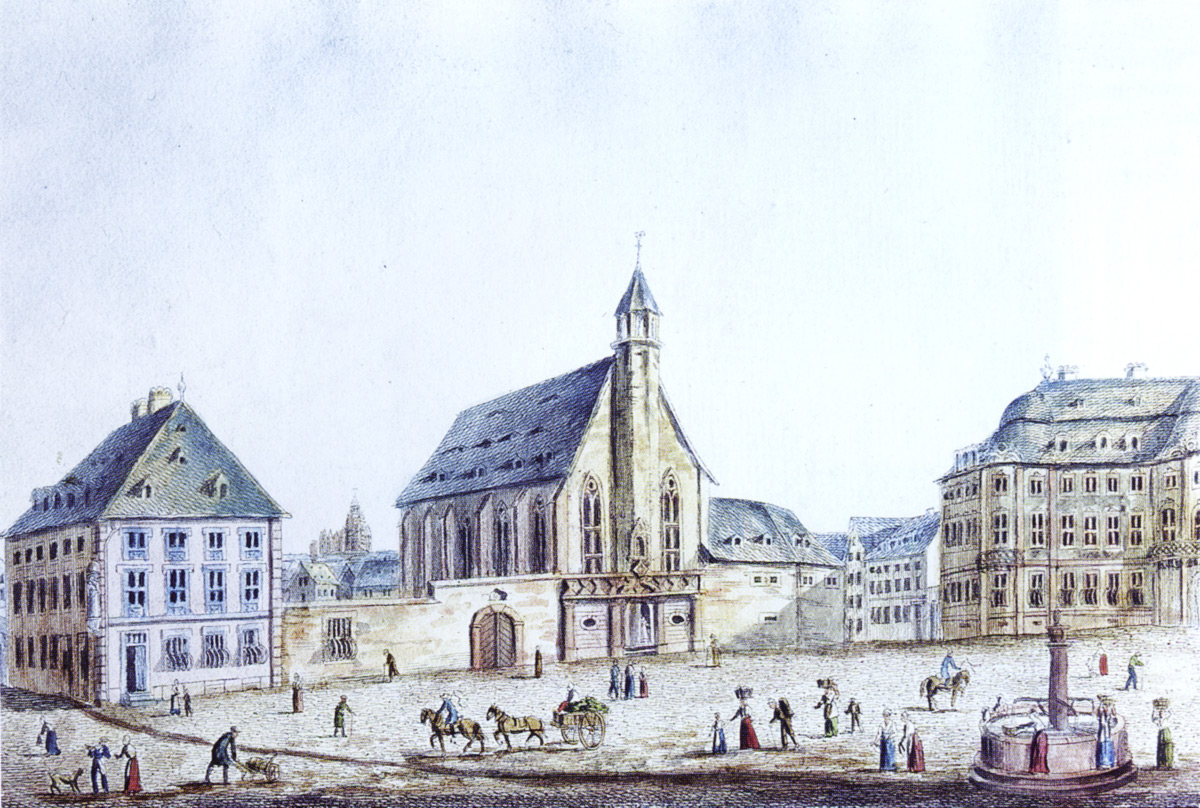
Kloster St. Agnes mit der Klosterkirche und Osteiner Hof (rechts)

## Ausstellungen
- 2014: Franz von Kesselstatt. Mainzer Domherr, Diplomat und Dilettant in bewegter Zeit, Dom- und Diözesanmuseum (Mainz)[3]